# هاري تومسون
هاري تومسون (بالإنجليزية: Harry Thomson)‏ (25 أغسطس 1940 بإدنبرة في المملكة المتحدة - 14 مارس 2013 في المملكة المتحدة) هو لاعب كرة قدم بريطاني في مركز حراسة المرمى. شارك مع منتخب اسكتلندا لكرة القدم. أما مع النوادي، فقد لعب مع نادي بلاكبول ونادي بيرنلي ونادي بارو.

## وصلات خارجية
- هاري تومسون على موقع قاعدة بيانات كرة القدم.إي يو (الإنجليزية)